# Step in Time
«Step In Time» es una canción y pieza de baile de la película de Walt Disney de 1964 Mary Poppins, compuesta por Richard M. Sherman y Robert B. Sherman. La coreografía para la canción fue provista por Marc Breaux y Dee Dee Wood. Es cantada por Bert, el limpiachimeneas (Dick Van Dyke) y los otros limpiachimeneas en los techos de Londres. Es similar a la canción británica antigua Knees Up Mother Brown

## Mary Poppins
En la película Mary Poppins, la primera parte de la canción, las líneas que él canta en versos son "Kick your knees up", "'Round the chimney", "Flap like a birdie", "Up on the railing", "Over the rooftops" y "Link your elbows", seguidos por un interludio. El interludio continúa con Bert, Mary Poppins, Michael, Jane y todos los limpiadores de chimeneas bailando alrededor de los techados, y como Admiral Boom los ve con su telescopio, cree que son hotentotes, así que le ordena a Mr. Binnacle hacerlos irse con pirotecnia.
En la segunda parte, como todos los limpiachimeneas están en la casa de George Banks, Mrs. Brill camina hacia la sala y se asusta, "They're at it again!", y huye tratando de golpear a uno de los limpiachimeneas con una sartén. Como Jane, Michael, Mary Poppins y Bert están en el mismo lugar, Ellen corre en el corredor f grita "OW!", y los limpiachimeneas la rodean. Las otras frases en el resto de la canción son "Votes for women," "It's the master," y "What's all this?".

## Versiones posteriores
"Step In Time" aparece en el musical de Mary Poppins, con un propósito muy similar. La diferencia principal, sin embargo, es que (gracias a las posibilidades de puesta en escena teatral sofisticada) Bert camina hacia abajo en el arco del proscenio sobre el escenario. Además, esta versión de la canción es cantada para mostrarle a Jane y Michael que los limpiachimeneas son también ángeles guardianes.
Una versión corta está presente en el vídeo de Disney's Sing Along Songs, "Disneyland Fun".

## Letra
Los espacios en blanco indican que ahí puede ser añadida cualquier frase corta. Sin embargo, el segundo y tercer espacio en blanco debe ser la misma frase que en el primer espacio en blanco.
_________________________, step in time

_________________________, step in time

Never need a reason, never need a rhyme

_________________________, step in time

### Líneas en la película
1. Kick your knees up
2. 'Round the chimney
3. Flap like a birdie
4. Up on the railing
5. Over the rooftops
6. Link your elbows
7. Mary Poppins
8. (Ah!) They're at it again
9. OW!
10. Votes for women
11. It's the master
12. What's all this?

Las primeras siete frases son cantadas en los techos de Londres, mientras que las últimas cinco son cantadas en la residencia de los Banks. Adicionalmente, la frase final, "What's all this?", no está unida a la canción "Step in time." En vez de ello, los limpiachimeneas simplemente cantan varias veces "What's all this?"

## Canciones similares
La canción "Me Ol' Bamboo" de la película de 1968 Chitty Chitty Bang Bang, también escrita por los hermanos Sherman e interpretada por Van Dyke, es muy similar a Step in Time. Ambas canciones están vagamente basadas en la canción "Knees Up Mother Brown", popular en auditorios británicos y bares cockneys, especialmente durante la Segunda Guerra Mundial.